# Stenarchella
Stenarchella is een monotypisch geslacht van vlinders in de onderfamilie Tortricinae van de familie bladrollers (Tortricidae). De wetenschappelijke naam van het geslacht is voor het eerst geldig gepubliceerd in 1968 door Alexey Diakonoff.
De typesoort is Stenarchella eupista Diakonoff, 1968.

## Soorten
- Stenarchella eupista Diakonoff, 1968